# Le Tueur au cerveau atomique
Pour plus de détails, voir Fiche technique et Distribution.
Le Tueur au cerveau atomique (Creature with the Atom Brain) est un film d'horreur américain réalisé par Edward L. Cahn en 1955.

## Synopsis
Des zombies se promènent dans les rues de la Californie. Ceux-ci ont été créés par la science nazie et l'énergie atomique.

## Distribution
- Richard Denning
- Angela Stevens
- S. John Launer
- Michael Granger
- Gregory Gaye
- Tristram Coffin
- Linda Bennett
- Charles Evans